# Seleção Moldávia de Rugby Union
A Seleção Moldávia de Rugby Union é a equipe que representa a Moldávia em competições internacionais de Rugby Union.

## História
A Moldávia jogou sua primeira internacional em 10 de outubro de 1991, contra a Lituânia, vencendo a partida por 22 a 6. No ano seguinte, eles jogaram contra a Bulgária, e a bateram por 42 a 3. Em 1995, jogaram contra a Hungria, vencendo por 17 a 14.
A seleção Moldávia jogou suas primeiras Eliminatórias para a Copa do Mundo de Rugby Union de 1999, e venceu seleções como Noruega e Bulgária, mas perdeu para Suécia e Letônia ficando de fora do Mundial. Nas Eliminatórias da Copa do Mundo de 2003, conseguiu um ótimo desempenho, vencendo Mônaco, Malta e Lituânia, mas derrotas cruciais para a Eslovênia e para a Bélgica a tiraram de mais uma edição. Na fase de classificação para a Copa de 2007, conseguiu uma ótima campanha, quando venceu Dinamarca e Luxemburgo e, mesmo perdendo para a Alemanha e Áustria, passou à próxima fase. Na segunda fase, venceu Países Baixos, Polônia e Andorra, ficando de fora da Copa ao perder para a Espanha. Em 2008, a Moldávia disputou o Torneio Europeu das Nações 2008-2010, que também valia como fase eliminatória para a Copa do Mundo de Rugby Union de 2011, mas ficou em último em seu grupo ao perder 4 jogos e vencer 2 jogos.   

## Confrontos
Registro de confrontos contra outras seleções
| Adversário          | Jogos | Vitórias | Empates | Derrotas | Pontos feitos | Pontos sofridos | Aproveitamento (%) |
| ------------------- | ----- | -------- | ------- | -------- | ------------- | --------------- | ------------------ |
| Alemanha            | 2     | 1        | 0       | 1        | 44            | 51              | 50%                |
| Andorra             | 2     | 1        | 1       | 0        | 23            | 16              | 75%                |
| Áustria             | 2     | 1        | 0       | 1        | 44            | 33              | 50%                |
| Bélgica             | 5     | 2        | 0       | 3        | 81            | 97              | 40%                |
| Bulgária            | 3     | 3        | 0       | 0        | 95            | 21              | 100%               |
| Croácia             | 1     | 0        | 0       | 1        | 5             | 60              | 0%                 |
| Dinamarca           | 1     | 1        | 0       | 0        | 20            | 11              | 100%               |
| Eslovênia           | 2     | 0        | 0       | 2        | 15            | 72              | 0%                 |
| Espanha             | 1     | 0        | 0       | 1        | 7             | 40              | 0%                 |
| Geórgia             | 1     | 0        | 0       | 1        | 5             | 47              | 0%                 |
| Hungria             | 3     | 3        | 0       | 0        | 99            | 42              | 100%               |
| Israel              | 1     | 1        | 0       | 0        | 20            | 14              | 100%               |
| Letônia             | 4     | 1        | 0       | 3        | 34            | 76              | 25%                |
| Lituânia            | 2     | 2        | 0       | 0        | 42            | 22              | 100%               |
| Luxemburgo          | 1     | 1        | 0       | 0        | 55            | 6               | 100%               |
| Malta               | 2     | 2        | 0       | 0        | 80            | 16              | 100%               |
| Mônaco              | 1     | 1        | 0       | 0        | 20            | 15              | 100%               |
| Noruega             | 1     | 1        | 0       | 0        | 31            | 7               | 100%               |
| Países Baixos       | 3     | 2        | 0       | 1        | 85            | 77              | 66,6%              |
| Polônia             | 2     | 1        | 0       | 1        | 55            | 43              | 50%                |
| República Tcheca    | 2     | 1        | 0       | 1        | 54            | 41              | 50%                |
| Sérvia e Montenegro | 4     | 2        | 1       | 1        | 99            | 70              | 62,5%              |
| Ucrânia             | 4     | 1        | 0       | 3        | 26            | 100             | 25%                |
| Total               | 50    | 28       | 2       | 20       | 1039          | 977             | 58%                |